# Orestes
Trong thần thoại Hy Lạp, Orestes hay Orestis (/ɒˈrɛstiːz/; tiếng Hy Lạp cổ: Ὀρέστης [oréstɛːs]) là con trai của Agamemnon với Clytemnestra, em trai của Electra, Iphigenia và Chrysothemis.

## Từ nguyên
Tên của Orestes trong tiếng Hy Lạp, Ὀρέστης và trong tiếng Latinh là "Orestēs" có nguồn gốc từ tiếng Hy Lạp ὄρος (óros, "núi") và ἵστημι (hístēmi, "đứng"), vì vậy mà có nghĩa là "đứng trên một ngọn núi".

## Văn học Hy Lạp

### Homer
Theo Homer, Orestes là một thành viên trong gia đình Atreus và là hậu duệ của Tantalus và Niobe. Anh không có mặt ở thành Mycenae khi cha anh, vua Agamemnon, trở về từ cuộc chiến tranh thành Troy với người vợ lẽ là công chúa Cassandra của thành Troy. Ngay sau đó, Agamemnon bị Aegisthus, người tình của vợ ông là Clytemnestra bí mật giết chết. Bảy năm sau, Orestes trở về từ thành Athens để trả thù cho cái chết của cha bằng cách giết chết cả Aegisthus và chính mẹ mình, Clytemnestra.
Trong Odyssey, Orestes được coi là một ví dụ điển hình cho Telemachus, con trai của Penelope bị những kẻ cầu hôn cản trở.

### Pindar
Theo Pindar, Orestes đã được Arsinoe (Laodamia) cứu hoặc bởi người chị gái Electra, và đưa cậu rời khỏi thành Mycenae để tránh bị Aegisthus và Clytemnestra giết hại. Orestes chạy trốn đến Phanote trên núi Parnassus, nơi mà vua Strophius đang cai trị.
Năm 20 tuổi, Orestes được chị gái Electra khuyên trở về thành Mycenae và trả thù cho cái chết của cha mình, Agamemnon. Anh đã trở về cùng với người bạn là Pylades, con trai của vua Strophius.

### Aeschylus
Theo Aeschylus, sau khi giết vua Aegisthus và nữ hoàng Clytemnestra, Orestes bị các nữ thần Erinyes truy đuổi. Anh đến đền thờ Delphi dưới sự bảo vệ của thần Apollo và được nữ thần Athena tiếp đón. Nữ thần Athena đã mở phiên tòa với mười hai vị thẩm phán, trong đó cũng có các nữ thần Erinyes, thần Apollo và nữ thần Athena. Kết quả là Orestes được tha tội. Còn các nữ thần Erinyes được trao cho một trách nhiệm mới.

### Euripides
Để thoát khỏi sự truy đuổi của các nữ thần Erinyes, Orestes được lệnh của thần Apollo để đi đến Tauris và mang bức tượng nữ thần Artemis tới thành Athens. Orestes du hành đến Tauris với Pylades, rồi cả hai người đều cùng bị người dân ở đây giam giữ. Ở Tauris có một phong tục là hiến tế tất cả những người lạ Hy Lạp để tôn vinh nữ thần Artemis. Nữ tư tế của Artemis, người có trách nhiệm thực hiện nghi lễ hiến tế, lại chính là chị gái Iphigenia của Orestes. Cô đã giúp em trai và người bạn Pylades trốn thoát cùng với bức tượng của thần Artemis.

## Văn học và phương tiện truyền thông khác
Sau khi trở về Hy Lạp, Orestes giết chết vua Aletes, con trai của Aegisthus với Clytemnestra khi ấy đang cai trị thành Mycenae rồi cướp ngai vàng về tay mình.
Trước chiến tranh thành Troy, vua Menelaus thành Sparta hứa sẽ gả Hermione, con gái của ông cho Orestes. Nhưng sau đó, ông đã phải gả Hermione cho Neoptolemus, một vị tướng trong quân đội Hy Lạp và cũng là con trai của Achilles. Vì vậy sau khi trở về Hy Lạp, Orestes đã giết chết Neoptolemus để lấy được Hermione. Còn Electra, chị gái Orestes được gả cho Pylades.

Cũng có dị bản khác kể rằng sau khi giết chết vua Aletes, Orestes đã lấy Erigone, người em gái cùng mẹ khác cha làm vợ và có hai người con trai: Penthilus và Tisamenus.

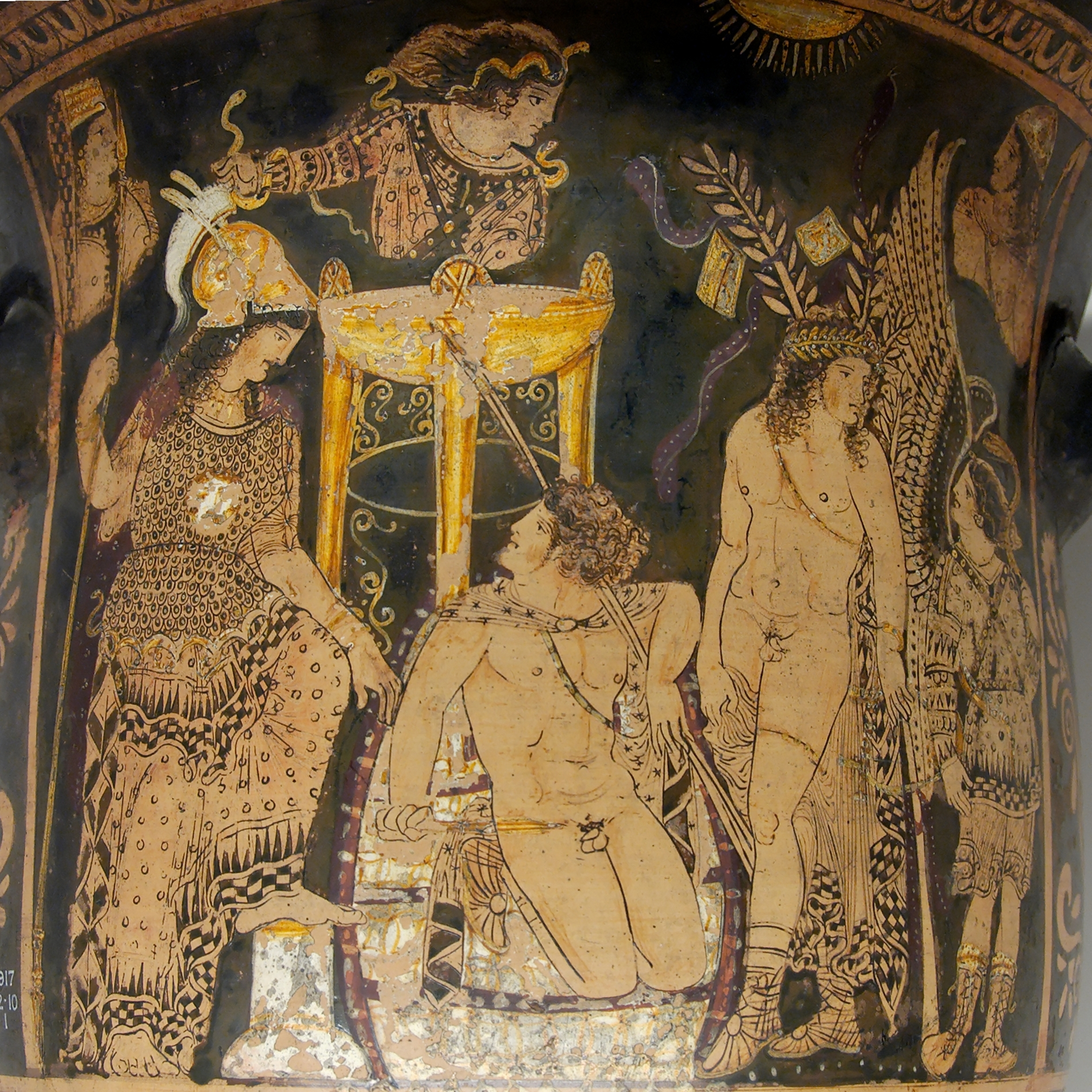
Orestes ở Delphi, 330 TCN
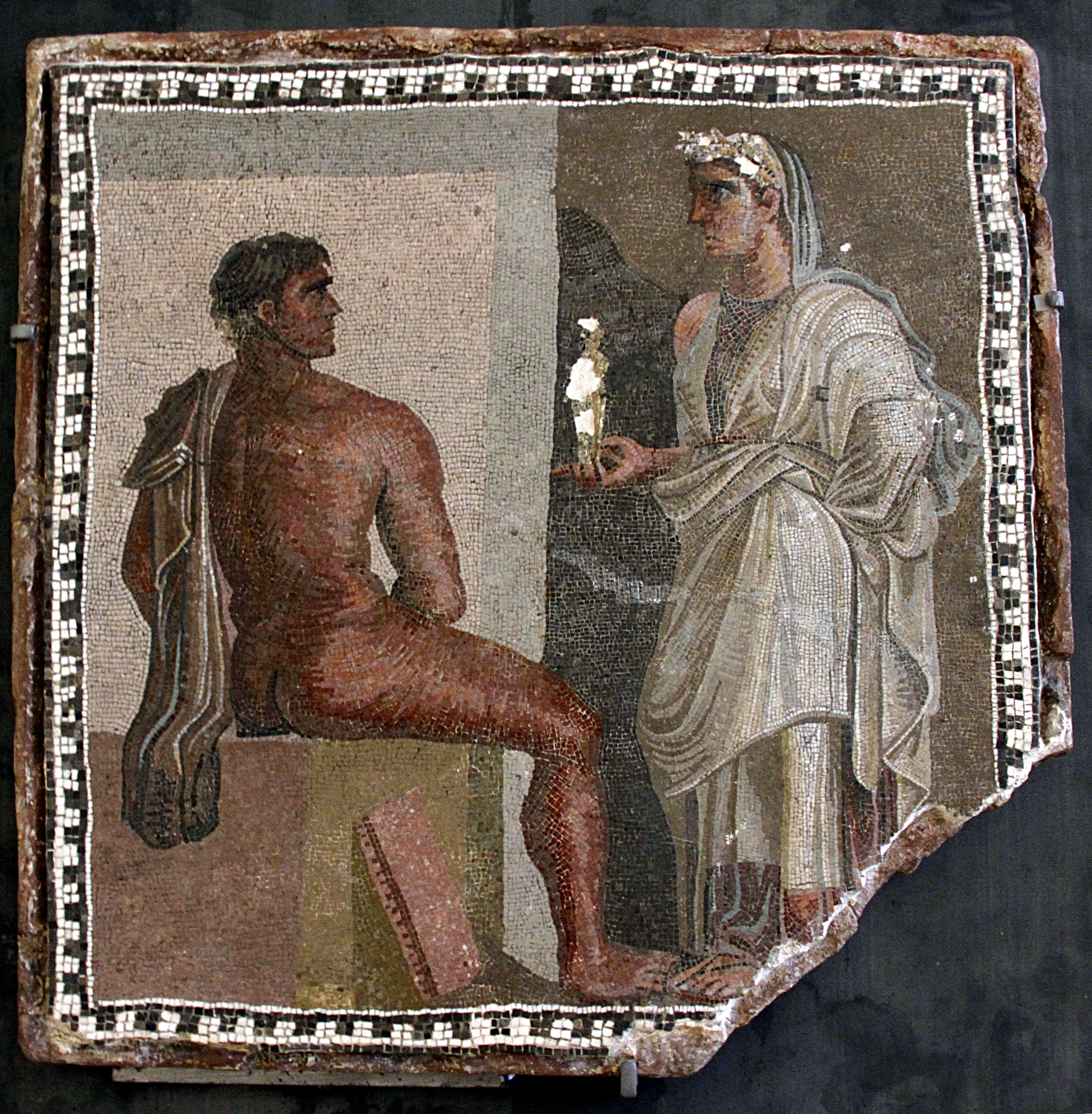
Orestes và Iphigeneia trên một bức khảm cổ, Musei Capitolini
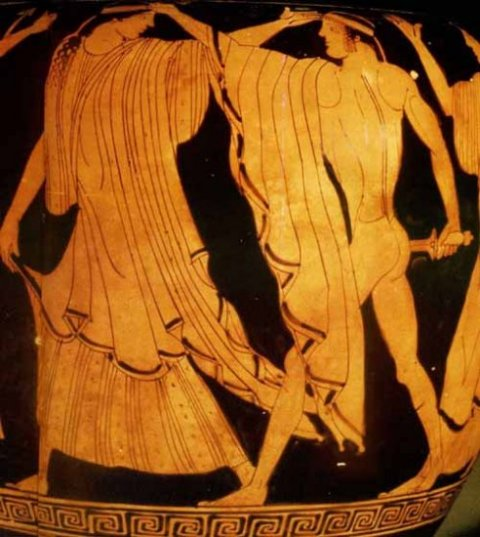
Orestes giết Clytemnestra và Aegisthus.
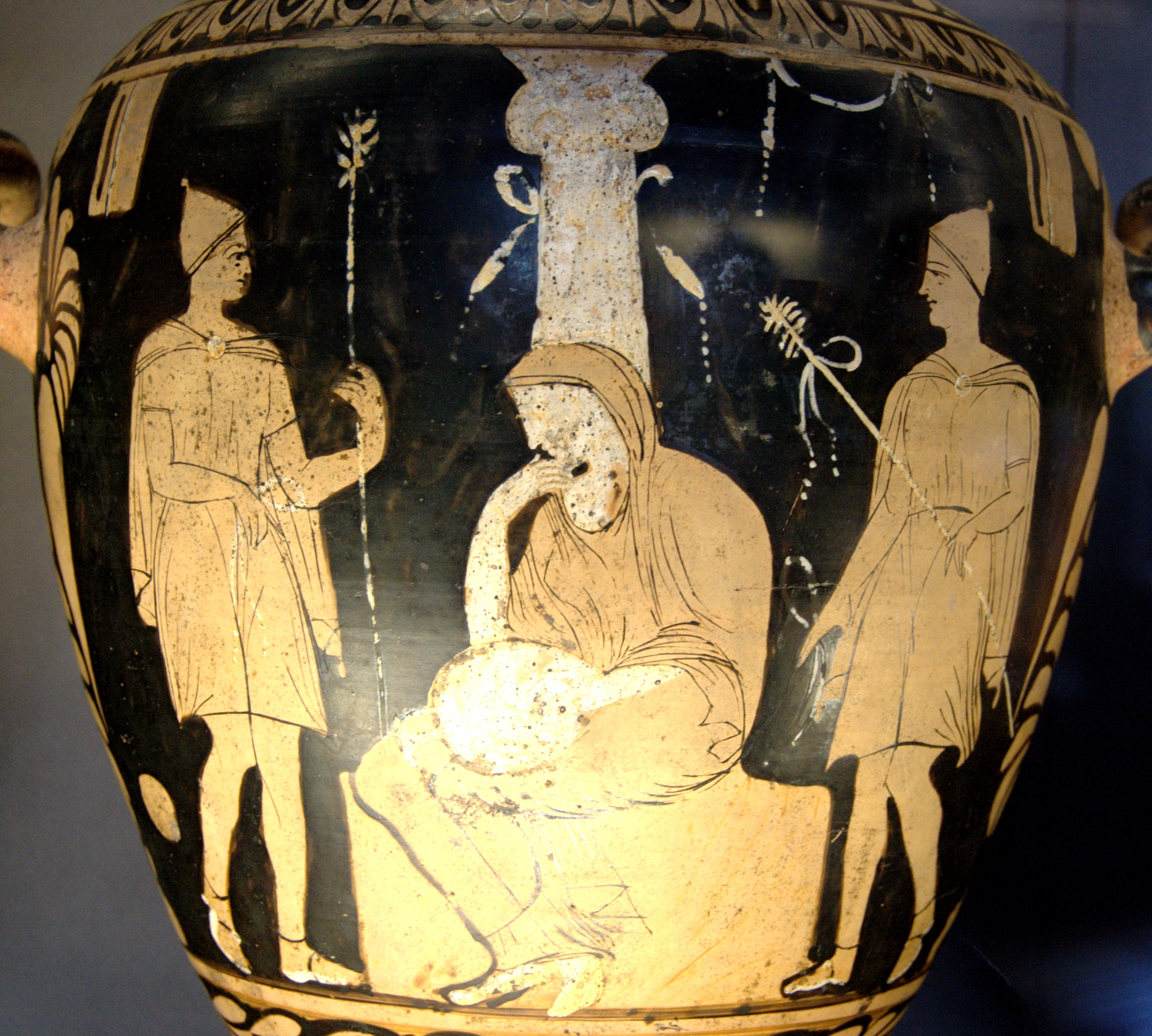
Orestes, Electra, và Pylades đứng trước mộ của vua Agamemnon - Campanian c. 330 TCN
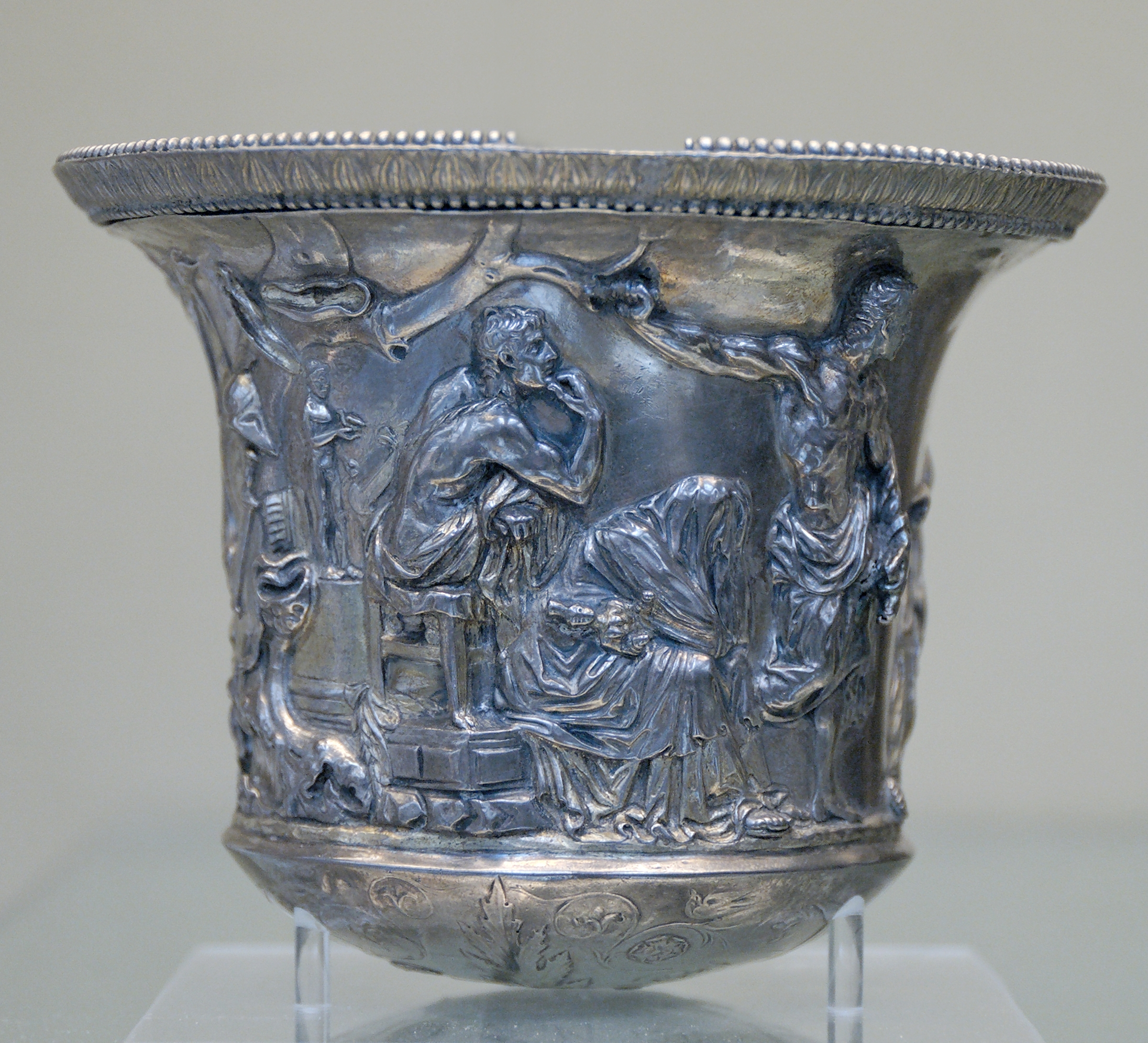
Orestes, Iphigeneia và Pylades trên chiếc cúp bạc repoussé
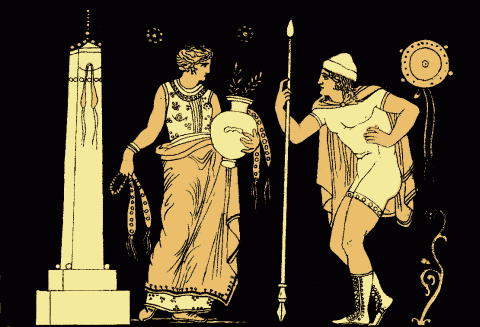
Electra và Orestes